# Buvinda Vallis
Buvinda Vallis és una formació geològica de tipus vallis a la superfície de Mart, localitzada amb el sistema de coordenades planetocèntriques a 33.84 ° latitud N i 152.23 ° longitud E, que fa 134.17 km de diàmetre. El nom va ser aprovat per la UAI l'any 2985 i fa referència a l'actual riu Boyne, República d'Irlanda.